# Superliga de Eslovaquia 1998-99
La Superliga de Eslovaquia 1998-99 fue la sexta edición de la Superliga eslovaca de fútbol. Participaron 16 equipos, y el Slovan Bratislava ganó su cuarto campeonato. El goleador fue Martin Fabuš, del Ozeta Dukla Trenčín.

## Tabla de posiciones
|    | Equipo                | PJ | PG | PE | PP | GF | GC | DG  | Pts |
| -- | --------------------- | -- | -- | -- | -- | -- | -- | --- | --- |
| 1  | Slovan Bratislava     | 30 | 21 | 7  | 2  | 56 | 11 | 45  | 70  |
| 2  | Inter Bratislava      | 30 | 21 | 5  | 4  | 64 | 15 | 49  | 68  |
| 3  | Spartak Trnava        | 30 | 19 | 7  | 4  | 59 | 20 | 39  | 64  |
| 4  | 1. FC Košice          | 30 | 19 | 4  | 7  | 51 | 26 | 25  | 61  |
| 5  | Ozeta Dukla Trenčín   | 30 | 15 | 8  | 7  | 53 | 25 | 28  | 53  |
| 6  | MŠK Žilina            | 30 | 15 | 3  | 12 | 36 | 42 | -6  | 48  |
| 7  | MFK SCP Ružomberok    | 30 | 12 | 10 | 8  | 31 | 31 | 0   | 46  |
| 8  | Tatran Prešov         | 30 | 11 | 10 | 9  | 38 | 35 | 3   | 43  |
| 9  | Artmedia Petržalka    | 30 | 11 | 6  | 13 | 37 | 42 | -5  | 39  |
| 10 | HFC Hummené           | 30 | 10 | 5  | 15 | 24 | 37 | -13 | 35  |
| 11 | Dukla Banská Bystrica | 30 | 8  | 10 | 12 | 34 | 46 | -12 | 34  |
| 12 | Nitra                 | 30 | 7  | 7  | 16 | 28 | 48 | -20 | 28  |
| 13 | MFK Dubnica           | 30 | 8  | 4  | 18 | 28 | 60 | -32 | 28  |
| 14 | Banik Prievidza       | 30 | 6  | 6  | 18 | 34 | 56 | -22 | 24  |
| 15 | Rimavska Sobota       | 30 | 5  | 7  | 18 | 29 | 56 | -27 | 22  |
| 16 | BSC JAS Bardejov      | 30 | 2  | 1  | 27 | 14 | 66 | -52 | 7   |

PJ = Partidos jugados; PG = Partidos ganados; PE = Partidos empatados; PP = Partidos perdidos; GF = Goles a favor; GC = Goles en contra; DG = Diferencia de gol; Pts = Puntos
|  | Clasificado a la Liga de Campeones de la UEFA 1999-00 |
|  | Clasificado a la Copa de la UEFA 1999-00              |
|  | Clasificado a la Copa Intertoto de la UEFA 1999       |
|  | Descenso a la Primera Liga de Eslovaquia              |